# Machaknur, Mudhol
Machaknur là một làng thuộc tehsil Mudhol, huyện Bagalkot, bang Karnataka, Ấn Độ.